# Slamino, Iambol
Slamino (în bulgară Сламино) este un sat în comuna Tundja, regiunea Iambol,  Bulgaria. 

## Demografie
Componența etnică a satului Slamino
     Bulgari (96,23%)
     Romi (2,15%)
     Nicio identificare (1,61%)
     Altele (0%)
La recensământul din 2011, populația satului Slamino era de 186 locuitori. Din punct de vedere etnic, majoritatea locuitorilor (96,23%) erau bulgari, cu o minoritate de romi (2,15%). Pentru 1,61% din locuitori nu este cunoscută apartenența etnică.